# Westafrikanisches Panzerkrokodil
Das Westafrikanische Panzerkrokodil (Mecistops cataphractus) ist eine afrikanische Art der Echten Krokodile (Crocodylidae) innerhalb der Gattung Mecistops. Bis 2018 galt Mecistops cataphractus als einzige Art der Gattung, aufgrund von Unterschieden der DNA und weiterer Merkmale wird es heute als Westafrikanisches Panzerkrokodil vom Zentralafrikanischen Panzerkrokodil (Mecistops leptorhynchus) unterschieden.

## Merkmale
Das Panzerkrokodil fällt durch seine schmale Schnauze auf und lässt sich auf diese Weise sehr schnell vom Nilkrokodil (Crocodylus niloticus) unterscheiden, mit dem es Teile des Lebensraumes teilt. Charakteristisch für diese Art sind außerdem die vergrößerten Nackenschilde, die sich in drei bis vier Reihen zu je zwei Schilden aufteilen und mit den Rückenplatten in Verbindung stehen. Neben einer Körperzeichnung weist dieses Krokodil zudem eine Zeichnung der Kiefer auf, die eher an die Kaimane und den Sunda-Gavial (Tomistoma schlegelii) erinnert.

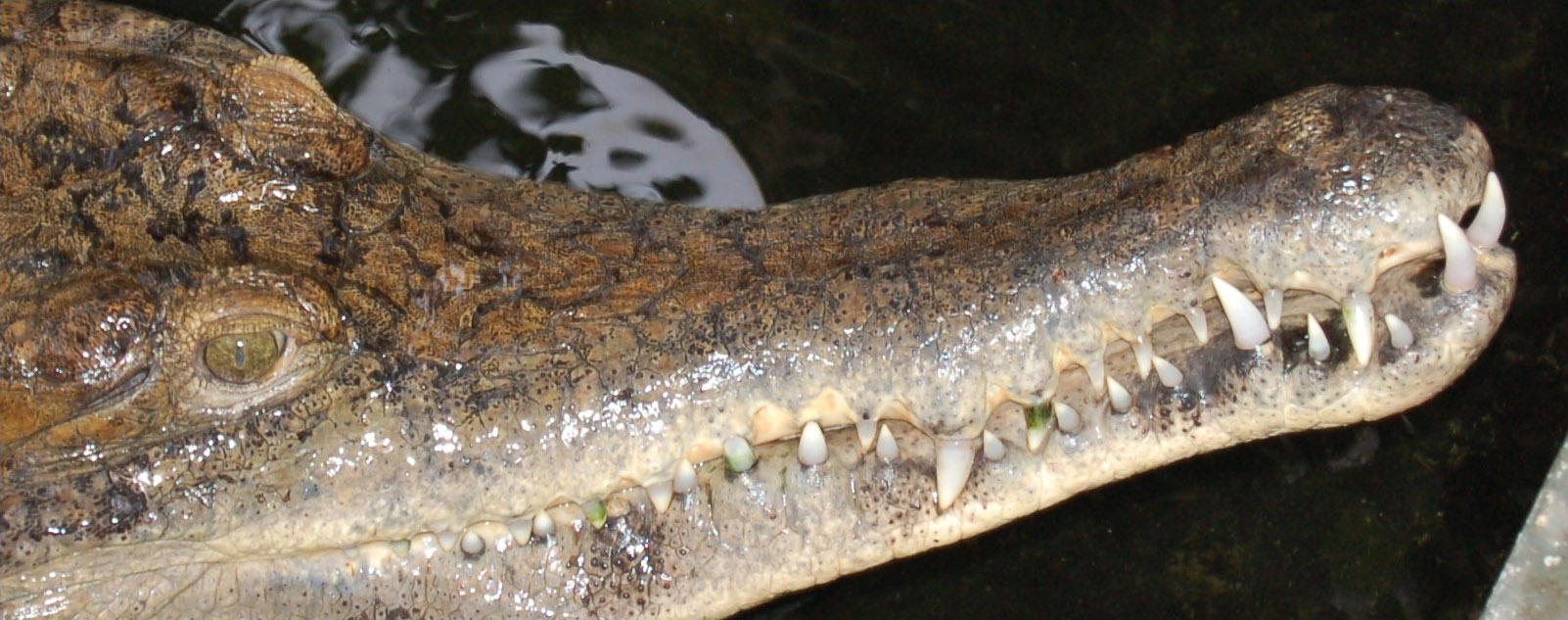
Das Westafrikanische Panzerkrokodil hat im Unterschied zum Zentralafrikanischen Panzerkrokodil Flecken auf dem Unterkiefer.

Der Unterkiefer des Westafrikanischen Panzerkrokodils zeigt im Unterschied zum einfarbigen Kiefer des Zentralafrikanischen Panzerkrokodils in der Regel einige dunkle Flecke. Kopf und Schädel des Westafrikanischen Panzerkrokodils sind etwas breiter als beim Zentralafrikanischen Panzerkrokodil und der Vorderrand der Prämaxillare ist nicht so oft durch das erste Paar der Unterkieferzähne perforiert wie beim Zentralafrikanischen Panzerkrokodil.

## Verbreitung und Lebensraum
Das Westafrikanische Panzerkrokodil kommt in Westafrika vom Gambiafluss im Westen bis zum Nigerdelta im Osten vor. Über die genaue heutige Verbreitung ist wenig bekannt, da es meist versteckt in den Tropenwäldern vorkommt. Es lebt in mittelgroßen und großen Flüssen, in Seen, in Papyrussümpfen und anderen überschwemmten Gebieten und in kleinen Wasserläufen innerhalb größerer Feuchtgebiete. An der Küste kommt es auch in Lagunen mit geringer Salinität und in Flussmündungen vor, meidet jedoch Strandbereiche mit offenem Meereszugang. Es kommt nur in bewaldeten Gebieten vor oder an Flüssen, die von Galeriewäldern begleitet werden, z. B. am Gambia, am Mole River im nördlichen Ghana oder im Nationalpark Comoé im Nordosten der Elfenbeinküste. Das Westafrikanische Panzerkrokodil ist stark aquatisch und kann isolierte Feuchtgebiete nicht erreichen.

## Lebensweise
Beinah sämtliche Daten über die Fortpflanzung der Panzerkrokodile stammen aus einer einzigen Studie aus dem Jahr 1985 im Staat Elfenbeinküste. Festgestellt wurde, dass die Brutzeit über die gesamte Regenzeit von März bis Juli andauert und so teilweise bereits Jungtiere schlüpfen, während andernorts erst die Eier gelegt werden. Die Eiablage erfolgt in Hügelnester aus Pflanzenmaterial am Ufer kleinerer Waldflüsse, die regelmäßig überflutet werden. Pro Nest umfasst ein solches Gelege 13 bis 27 Eier. Die Jungen schlüpfen während einer solchen Überflutung und gelangen auf diese Weise direkt ins Wasser. In Gefangenschaft konnte beobachtet werden, dass eine Mutter ihr Nest verteidigt. Mehr über die Brutpflege ist bei dieser Art nicht bekannt.
Genaue Untersuchungen zur Ernährung des Westafrikanischen Panzerkrokodils liegen nicht vor. Aufgrund ihrer schmalen Schnauze geht man davon aus, dass sie vornehmlich Fische fressen. Außerdem werden Wasservögel, Krebstiere und Schlangen gefressen, größere Exemplare könnten auch Ducker, Hirschferkel, Ginster- und Zibetkatzen sowie Affen erbeuten. Jungtiere ernähren sich von Insekten und Fröschen und deren Larven. Es gibt keine bestätigten Berichte, dass das Westafrikanische Panzerkrokodil Menschen attackiert und frisst.

## Systematik
Das Panzerkrokodil wurde 1825 durch den französischen Zoologen und Paläontologen Frédéric Cuvier unter dem Namen Crocodilus cataphractus erstbeschrieben und 1844 durch den britischen Zoologen John Edward Gray der Gattung Mecistops zugeordnet.
DNA-Vergleiche und genaue Untersuchungen der Schädelmorphologie zeigen jedoch, dass es sich um mindestens zwei, äußerlich nicht oder kaum zu unterscheidende Arten (Kryptospezies) handelt, die vor 7,5 bis 6,5 Millionen Jahren durch die entstehende Kamerunlinie, eine vulkanische Gebirgskette in Zentralafrika, voneinander isoliert wurden (Allopatrische Artbildung). Eine Art lebt westlich der Kamerunlinie in Oberguinea, die andere südöstlich davon in Niederguinea und im Kongobecken. Aufgrund dieser Unterschiede wird seit 2018 das Westafrikanische Panzerkrokodil vom Zentralafrikanischen Panzerkrokodil (Mecistops leptorhynchus) unterschieden.

## Belege
1. 1 2 3 4  Matthew H. Shirley, Amanda N. Carr, Jennifer H. Nestler, Kent A. Vliet, Christopher A. Brochu: Systematic revision of the living African Slender-snouted Crocodiles (Mecistops Gray, 1844). In: Zootaxa. 4504, 2018, S. 151, doi:10.11646/zootaxa.4504.2.1.
2. ↑  John Edward Gray: Catalogue of the tortoises, crocodiles, and amphisbaenians, in the collection of the British Museum, Page(s): vii + 80, Trustees of the British Museum (Natural History), London, UK, 1844.
3. ↑  M. H. Shirley, K. A. Vliet, A. N. Carr, J. D. Austin. Rigorous approaches to species delimitation have significant implications for African crocodilian systematics and conservation. Proceedings of the Royal Society B: Biological Sciences, 2013; 281 (1776): 20132483, doi:10.1098/rspb.2013.2483.